# Aphrozestis scoriopa
Aphrozestis scoriopa är en fjärilsart som beskrevs av Edward Meyrick 1931. Aphrozestis scoriopa ingår i släktet Aphrozestis och familjen vecklare. Inga underarter finns listade i Catalogue of Life.